# 吳貽詠
吳貽詠（1736年—1807年），字惠蓮，號種芝，安徽桐城縣人，清朝政治人物。乾隆元年出生，乾隆四十八年中舉，乾隆五十八年（1793年）癸丑科會元，殿試三甲，賜同進士出身。由翰林院庶吉士改任刑部主事，後為吏部驗封司兼文選司主事。嘉慶十二年 (1807年) 去世，著有《種芝堂詩文集》、《芸軒館詩集》等。有子吳賡枚，孫吳孫珽及吳孫琨等。